# پای مرنگ لیمو
پای مرنگ لیمو (انگلیسی: Lemon meringue pie) یک نوع پای است که معمولاً در دسر سرو می‌شود. پایه این پای معمولاً از خمیر بریزه درست می‌شود لایه وسط آن با کرم میوه با طعم لیموترش پر شده و روی پای با مرنگ پوشانده می‌شود.